# Juan Antonio Tonda Magallón
Juan Antonio Tonda Magallón est un architecte espagnol né le 5 février 1931 à Madrid. Il est connu pour avoir été le principal collaborateur de l'architecte-ingénieur Félix Candela, avec qui il a notamment travaillé sur des projets au Mexique. Comme ce dernier, il est spécialisé dans les structures en voiles minces de béton.

## Principales œuvres
En tant qu'architecte :
- Station d'essence PEMEX de Industrial Vallejo (1957) à Mexico
- Église de San Bartolomé Apostol (1976) à Tecpan de Galeana au Mexique
- Paroisse Madre de Cristo (1978) à Mexico
- Salon Mambo du Hôtel Casino de la Serva (1961) à Cuernavaca

Études techniques des structures : 
- Église Notre-Dame-des-Apôtres (1968) à Mexico
- Église San Antonio de Pauda (1965) à Mexico

En tant qu'ingénieur :
- Chapelle de l'Immaculée Conception (1963) à Mexico
- Église Notre-Dame-de-Guadelupe (1976) à Mexico
- Paroisse de Nuestra Señora del Perpetuo Socorro y San José (1974) à Mexico
- Temple de la Divina Providencia (1962) à Mexico